# The Who 1999 performances
The Who 1999 performances fue una serie de conciertos brindados por la banda británica The Who en 1999.

## Lista de canciones
1. "I Can't Explain"
2. "Substitute"
3. "Anyway, Anyhow, Anywhere"
4. "Pinball Wizard"
5. "See Me, Feel Me"
6. "Baba O'Riley"
7. "My Wife" (John Entwistle)
8. "5.15"
9. "Behind Blue Eyes"
10. "Who Are You"
11. "Magic Bus"
12. "Won't Get Fooled Again"

Encores:
1. "The Kids Are Alright"
2. "My Generation"

1. "Substitute"
2. "I Can't Explain"
3. "Pinball Wizard"
4. "Behind Blue Eyes"
5. "Tattoo" (not performed on 31 October)
6. "Mary Anne with the Shaky Hand"
7. "Boris the Spider" (John Entwistle)
8. "Who Are You"
9. Medley: "There You Go" (Johnny Cash)/"I Walk the Line" (Johnny Cash)/"Ring of Fire" (June Carter, Merle Kilgore) (played before "Who Are You" on the 31st)
10. "Won't Get Fooled Again"
11. "The Kids Are Alright"

1. "I Can't Explain"
2. "Substitute"
3. "Anyway, Anyhow, Anywhere"
4. "Pinball Wizard"
5. "My Wife" (John Entwistle)
6. "Baba O'Riley"
7. "Pure and Easy"
8. "Getting In Tune"
9. "You Better You Bet"
10. "Behind Blue Eyes"
11. "Tattoo" (not performed on 13 November)
12. "Mary Anne with the Shaky Hand" (not performed on 13 November)
13. "I'm a Boy" (not performed on 13 November)
14. "Boris the Spider" (John Entwistle)
15. "Eminence Front" (played as the final encore on 13 November)
16. "After the Fire"
17. "5.15"
18. "Who Are You"
19. "Magic Bus"
20. "Won't Get Fooled Again"

Encores:
1. "The Kids Are Alright"
2. Medley: "A Legal Matter"/"I Walk the Line" (Johnny Cash)/"Ring of Fire" (June Carter, Merle Kilgore) (not performed on 13 November)
3. "My Generation"
4. "Let's See Action" (with C Average)

1. "I Can't Explain"
2. "Substitute"
3. "Anyway, Anyhow, Anywhere"
4. "Pinball Wizard"
5. "My Wife" (John Entwistle)
6. "Baba O'Riley"
7. "Pure and Easy"
8. "Getting In Tune"
9. "The Real Me" (not performed on 22 December)
10. "Behind Blue Eyes"
11. "You Better You Bet"
12. "Happy Jack"
13. "I'm a Boy" (not performed on 22 December)
14. "Magic Bus"
15. "Boris the Spider" (John Entwistle)
16. "Who Are You"
17. "After the Fire" (not performed on 23 December)
18. "5.15"
19. "Won't Get Fooled Again"

Encores:
1. "The Kids Are Alright"
2. Medley: "I Walk the Line" (Johnny Cash)/"Ring of Fire" (June Carter, Merle Kilgore) (not performed on 22 December)
3. "Mary Anne with the Shaky Hand" (not performed on 22 December)
4. "Naked Eye"
5. "My Generation"

## Fechas de presentaciones
| Fecha                                   | Ciudad                                  | País                                    | Lugar                                          |
| Las Vegas y Bridge School benefit shows | Las Vegas y Bridge School benefit shows | Las Vegas y Bridge School benefit shows | Las Vegas y Bridge School benefit shows        |
| --------------------------------------- | --------------------------------------- | --------------------------------------- | ---------------------------------------------- |
| 29 de octubre de 1999                   | Paradise, Nevada                        | United States                           | MGM Grand Las Vegas                            |
| 30 de octubre de 1999                   | Mountain View, California               | United States                           | Shoreline Amphitheatre (Bridge School Benefit) |
| 31 de octubre de 1999                   | Mountain View, California               | United States                           | Shoreline Amphitheatre (Bridge School Benefit) |
| House of Blues shows                    |                                         |                                         |                                                |
| 12 de noviembre de 1999                 | Chicago, Illinois                       | United States                           | House of Blues                                 |
| 13 de noviembre de 1999                 | Chicago, Illinois                       | United States                           | House of Blues                                 |
| Shepherd's Bush Empire shows            |                                         |                                         |                                                |
| 22 de diciembre de 1999                 | London                                  | England                                 | Shepherds Bush Empire                          |
| 23 de diciembre de 1999                 | London                                  | England                                 | Shepherds Bush Empire                          |